# 1936년 하계 올림픽 카누
1936년 하계 올림픽 카누 경기는 1936년 8월 7일부터 8월 8일까지 독일 베를린에서 열렸다. 카누는 이 대회에서 올림픽 정식 종목으로 처음 채택되었다.

## 참가국
19개 국가에서 119명의 카누 선수가 베를린 올림픽에 출전했다:
- 오스트리아 (9)
- 벨기에 (8)
- 캐나다 (8)
- 체코슬로바키아 (13)
- 덴마크 (4)
- 핀란드 (3)
- 프랑스 (3)
- 독일 (14)
- 영국 (4)
- 헝가리 (5)
- 이탈리아 (1)
- 룩셈부르크 (3)
- 네덜란드 (9)
- 노르웨이 (1)
- 폴란드 (2)
- 스웨덴 (9)
- 스위스 (9)
- 미국 (10)
- 유고슬라비아 (4)